# 斯科莫羅希 (喬爾特基夫區)
48°55′25″N 25°22′52″E / 48.92361°N 25.38111°E
斯科莫羅希（羅馬化：Skomorokhy）是烏克蘭西部特諾皮爾州喬爾特基夫區的村莊，面積2.78平方公里，2001年人口1,199，人口密度每平方公里417人。